# Kunjirap
La Kunjirap est une rivière pakistanaise d'une longueur de 75 km qui coule dans la  région de Gilgit-Baltistan. Elle est un affluent de la Hunza et donc un sous-affluent de l'Indus.

## Traduction
- (de) Cet article est partiellement ou en totalité issu de l’article de Wikipédia en allemand intitulé « Kunjirap » (voir la liste des auteurs).